# アダムスピーク
アダムスピーク（英語: Adam's Peak、タミル語: சிவனொலி பாதமலை - Sivanolipatha Malai）は、スリランカ中央部のサバラガムワ州にあり、ラトゥナプラ北方にそびえる山である。スリー・パーダ (Sri Pada) やサマナラ・カンダ（シンハラ語: සමනළ කන්ද - Samanala kanda 蝶の山の意）とも呼ばれる。標高2,238m。

## 名称
スリー・パーダとは、シンハラ語で、聖なる足跡という意味である。頂上付近にある1.8m大の岩にある穴が足跡に似ており、仏教徒は仏陀の足跡、ヒンドゥー教徒はシヴァ神の足跡と、イスラーム教徒は人類始祖のアダムの足跡、キリスト教徒は聖トーマスの足跡に見立てる。アダムスピークという名前は、イスラーム教徒の主張するアダムの足跡に基づく呼び名である。一方でサマナラはシンハラ語では蝶々（サマナラヤ）の意味で、9月や10月に大量に山で発生する蝶の群れにちなむともいう。
山の別名はスマナ・クータ (Sumanakuta) といい、山の神のサマンがいるとしてあがめられている。白い象に乗り弓矢を持つ狩猟神で、元々は、先住民のヴェッダ人（ウェッダー）の神を祀る聖地であった可能性も高い。なお、タミル語の山名はシヴァノリパタ・マライである。

## 詳細

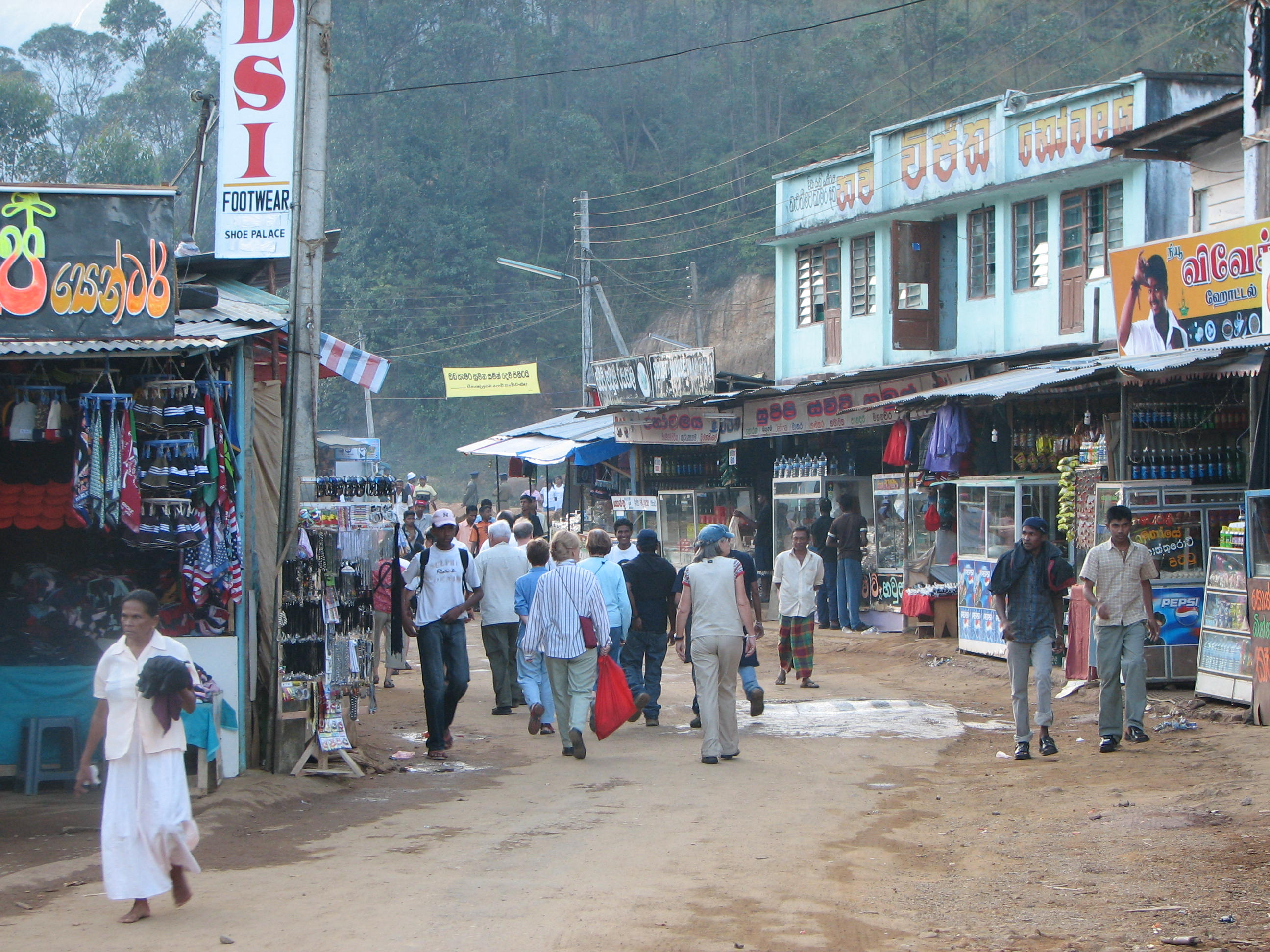
登山道がある麓の村マスケリヤ

諸宗教を越えて人々の信仰を集めている山岳信仰の山で、特に、3月の満月の日は山麓から山頂まで数珠つなぎになるほどの巡礼が参拝に訪れる。マルコ・ポーロの『東方見聞録』やイブン・バットゥータの『三大陸周遊記』にも記録されている。山頂には神祠と寺院が祀られ、北側のマスケリヤや南側のラトゥナプラから数時間をかけて登山する。
山麓のラトゥナプラには、マハー・サマン・デーワーレがあり、山頂のサマン神を祀り、毎年10月頃に大祭がある。階段には中世以来の寄進者の名前が刻まれていて、信仰の深さを表している。ウイジャヤバーフ（1065~1119年）、ニッサンカマッラ（1198~1206年）、パラークラマバーフ（1250~1284年）など、ドライゾーンのポロンナルワに栄えた中世のシンハラ王国の歴代の王が参詣登山し、多くの寄進を行った。
雨・風・霧で登山が困難になる時期を避けて、12月から5月にかけて、夜中に登り、ご来光と共に山の影が雲上に映るのを見るのが良いとされる。アダムスピークとその周辺は、2010年に「スリランカの中央高地」として世界遺産（自然遺産）に登録された。構成地域は、アダムスピーク周辺のピーク・ワイルダーネス保護区、ホートン・プレインズ国立公園、ナックルズ保護森林である。